# Ramleh
I Ramleh sono un gruppo inglese di musica sperimentale di matrice post-industriale fondati da Gary Mundy nel 1982. L'attuale formazione della band include Gary Mundy, Anthony di Franco e Stuart Dennison. Negli ultimi anni il gruppo, nato come parte della scena post-industriale inglese, ha spesso sperimentato formule sonore a loro nuove, e più legate alla tradizionale struttura rock.

## Membri del gruppo
Membri attuali
- Gary Mundy – vocals, guitar, keyboards, electronics (1982-1984, 1987, 1989-1997, 2009-present)
- Anthony di Franco – bass, keyboards, electronics, vocals (1994-1997, 2009–present)
- Stuart Dennison – drums (1994-1997, 2015-Present)

Membri passati
- Philip Best – vocals, keyboards, electronics (1982-1984, 1989-1997)
  - Martyn Watts – drums (2009–2015)

## Discografia
LP e registrazioni in studio
- A Return To Slavery (1983, Broken Flag)
- Grudge For Life (1989, Vis-A-Vis)
- Blowhole (1991, Shock)
- Caught From Behind (1990, Minus Habens Records)
- Crystal Revenge/Paid In Full (split LP con MTT) (1991, Minus Habens Records)
- Shooters Hill (1992, Shock)
- Homeless (1994, Freek Records)
- Adieu, All You Judges (with Skullflower) (1995, Broken Flag)
- Be Careful What You Wish For (1995, Sympathy For The Record Industry)
- Works III (1996, Dirter Promotions)
- Boeing (1997, Majora)
- Too Many Miles (2002, Dirter Productions)
- Valediction (2009, Broken Flag)
- Live Valediction (2013, Broken Flag)

Cassette
- Onslaught (1982, Iphar)
- 31/5/62/82 (1982, Broken Flag)
- Live To Theresienstadt (1982, Broken Flag)
- Live New Force (1982, Broken Flag)
- Live Phenol (1982, Broken Flag)
- Live Prossneck, 1/10/83 (1983, Broken Flag)
- Live At Moden Tower, 12/10/983 (1983, Broken Flag)
- Live Mccarthy (1983, Broken Flag)
- 104 Weeks (1984, Broken Flag)
- Awake! (1985, Broken Flag)
- Hole in the Heart (198/, Broken Flag)
- Nerve (split with Ani-Tow) (1986, Broken Flag)
- Pumping (1987, Broken Flag)
- As I Have Won
- Tomorrow We Live (split with Irritant) (Sound of Pig Music)
- A Penis Tense Not Penitence (split con i Nails Ov Christ) (Strength Through Awareness)
- Soundcheck Changeling (1994, Broken Flag)
- Airborne Babel (1995, Broken Flag)
- Live 1983 (1995, Broken Flag)

EP e singli
- The Hand of Glory EP (1983, Broken Flag)
- "Slammers/Black Moby Dick" (1990, Shock)
- "Loser Patrol/Tracers" (1992, Dying Earth)
- "Say Fuck/Slack Jaw" (1993, Dying Earth)
- "8 Ball Corner Pocket/Trapped Aircraft" (1993, Sympathy for the Record Industry)
- "Welcome/Pris" (1994, Broken Flag)
- "Dicey Opera/Night Hair Child" (1995, Sympathy for the Record Industry)
- "Switch Hitter/The Machines of Infinite Joy" (2009, Black Rose Recordings)
- Guidelines EP (2011, Broken Flag)

Compilazioni
- We Created It, Let's Take It Over Vol. I (1995, Pure)
- We Created It, Let's Take It Over Vol. II (1995, Pure)
- We Created It, Let's Take It Over Vol. III (1995, Pure)